# Коазрет
Коазрет (фр. Coiserette) је насељено место у Француској у региону Франш-Конте, у департману Јура.
По подацима из 2011. године у општини је живело 49 становника, а густина насељености је износила 8,29 становника/km².

## Демографија
| 1962. | 1968. | 1975. | 1982. | 1990. | 2011. |
| ----- | ----- | ----- | ----- | ----- | ----- |
| 42    | 40    | 43    | 54    | 50    | 49    |